# Homedale (Nouvelle-Zélande)
Homedale  est une banlieue de la ville de Wainuiomata, qui est une partie de la cité de Lower Hutt, située dans la partie inférieure de l’île du Nord de la Nouvelle-Zélande.

## Situation
Elle est limitée au nord par la banlieue de  Glendale et au sud-ouest, elle est mitoyenne de la ville de Eastbourne